# Kris Stroobants
Kris Stroobants (Leuven, 7 januari 1973) is een hedendaags Belgisch componist en dirigent.

## Levensloop

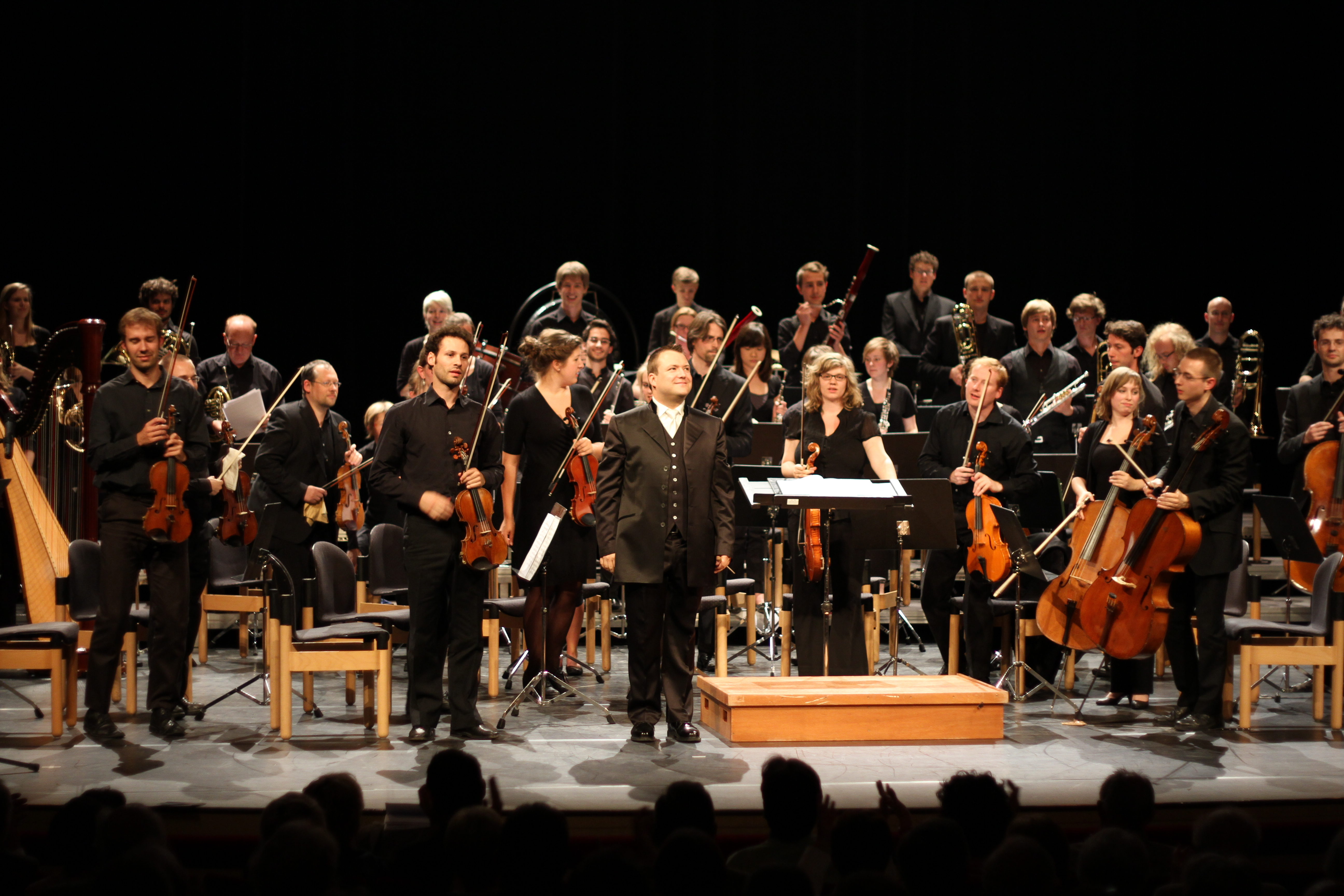
Frascati Symphonic o.l.v. Kris Stroobants met Wim Spaepen als concertmeester.

Kris Stroobants startte op veertienjarige leeftijd aan het Lemmensinstituut in Leuven en behaalde er een eerste prijs notenleer en harmonie. Bij Leon Pétré studeerde hij trompet en baroktrompet.

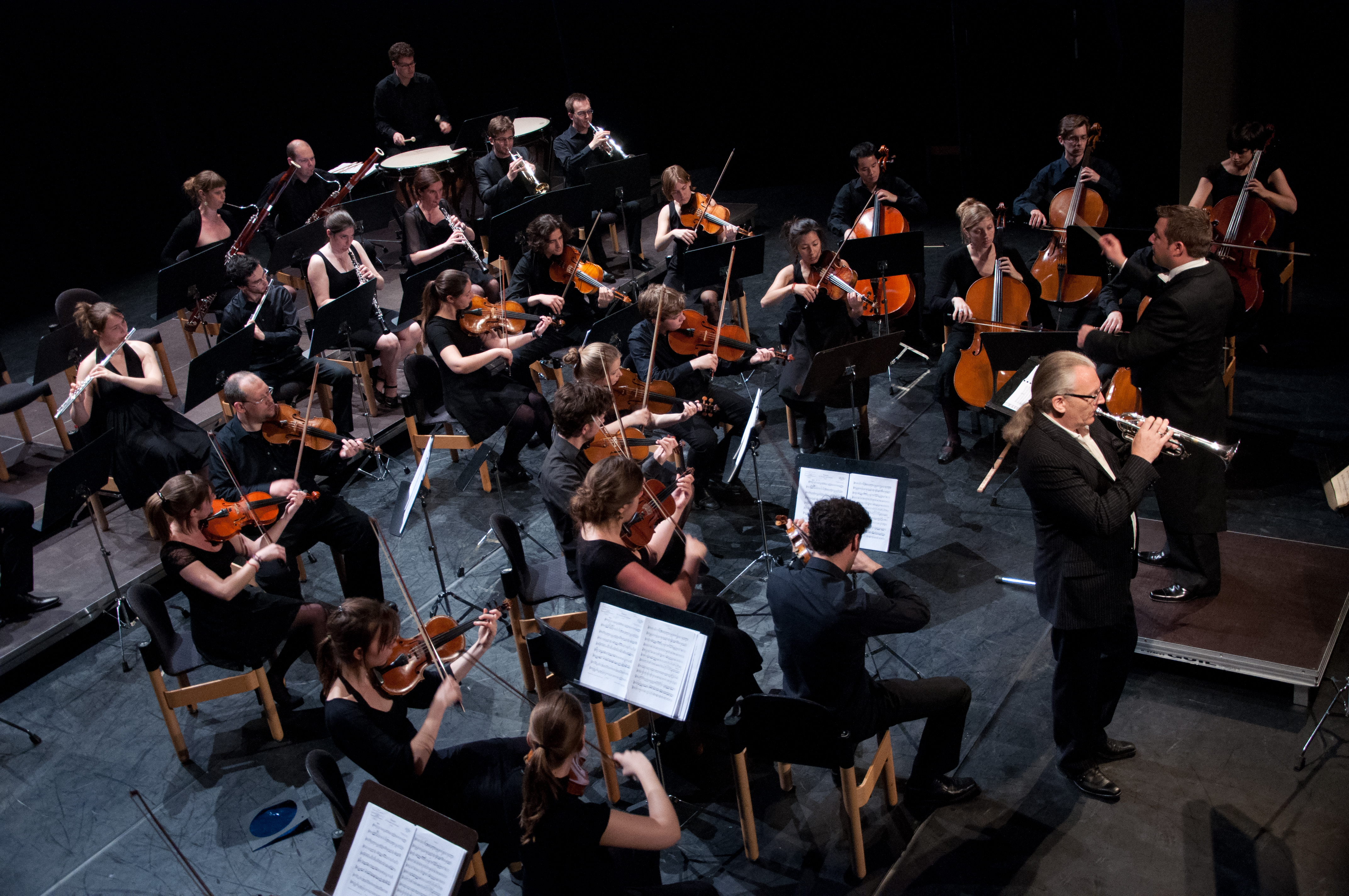
Benny Wiame met Frascati Symphonic o.l.v. Kris Stroobants

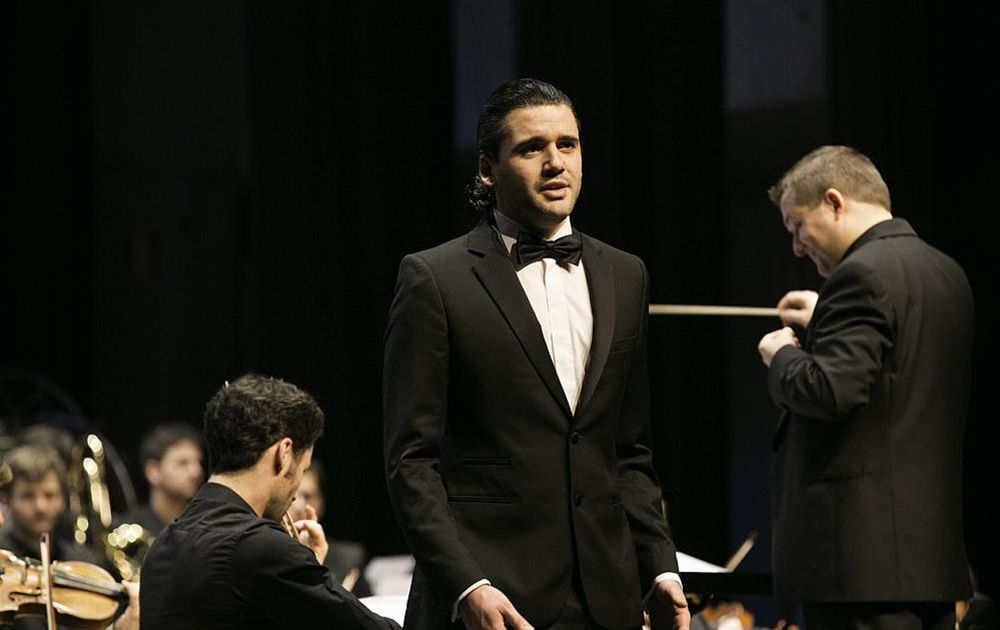
Frascati Symphonic o.l.v. Kris Stroobants met Reinoud Van Mechelen als solist

Aan het Koninklijk Conservatorium in Brussel behaalde hij de diploma's Meester in de muziek, optie Muziektheorie - Muziekschriftuur en Geaggregeerde voor het onderwijs. Daarna studeerde hij nog af in de richting orkestdirectie aan het Koninklijk Conservatorium van Maastricht bij Jan Stulen.
Hij dirigeerde verschillende opera-, operette-, musical- en theaterproducties. Hij was geruime tijd muzikaal leider en dirigent van het VMT (Vlaams Muziek Theater), en verzorgde onder andere de muzikale leiding van diverse muziektheaterproducties, onder andere "Ceci n'est pas Carmen", "Tegenlied" (beide voor 30CC Leuven), "Grenzeloos" (samenwerking van Vlamo, Koor & Stem en Danspunt), en "OPERA/ een werkstuk" (voor fABULEUS).
Hij is ad-hocklavecimbelbegeleider voor de eindexamens instrument aan onder andere de Conservatoria van Antwerpen, Tilburg en Maastricht en aan het Lemmensinstituut, en pianobegeleider voor het Vlamo concours. Hij dirigeerde verschillende koren, fanfare-, harmonie- en symfonieorkesten, waarmee hij diverse prijzen won, en buitenlandse concertreizen maakte.
Momenteel is hij als dirigent verbonden aan het Koninklijk Conservatorium van Maastricht, als leraar muziek aan het Koninklijk Atheneum Ring Redingenhof te Leuven, als klavecinist aan het kamermuziekensemble "Ensemble Collage", en als dirigent en artistiek leider aan Frascati Symphonic & Collegium Frascati.
In 2012 heeft hij engagementen bij het Kamerorkest voor Vlaanderen en als dirigent voor het sociaal-cultureel project "hART" van de gemeente Herent. Verder is hij lid van JCI Leuven.

## Orkesten
- Harmonie Panta Rei (1997)
- Koninklijke Harmonie Herent (2003)
- Frascati Symphonic (2008)

## Composities
- Gruizelementen I&II
- I Will (not) Survive
- Koorwerk "tegenlied"
- Koperkwintet "De Tijd

## Arrangementen
- Ave verum corpus - W.A. Mozart
- Concerto in Es voor trompet en orkest - J. Haydn
- Don’t Think Twice - B. Dylan
- Ecce Gratum uit "Carmina Burana" - C. Orff
- Egmont Ouverture - L.V. Beethoven
- Exsultate Justi uit "Empire of the Sun" - J. Williams
- Fanfare Royale - J.J. Mouret
- Fuga in g, BWV 578 - J.S. Bach
- Hymn "Don’t Think Twice" - B. Dylan
- Jesu, bleibet meine freude - J.S. Bach
- Locus Iste - A. Bruckner
- Pastime With Good Company - Henry VIII
- Spain - C. Corea
- Yellow Submarine - J. Lennon, P. Mc Cartney